# 蘇國瑋
蘇國瑋（？—1645年），字燦卿，泉州府晉江縣人，明朝、南明軍事人物。

## 生平
蘇國瑋是蘇夢儀的兒子，擅長弓箭騎馬，可以在馬上手持雙槍，總能刺中敵人。張獻忠帶著重兵來到，他率領五百人防禦，自早晨至進食時斬殺三十二人，俘虜無數敵軍，流寇潰敗逃走，號稱「雙槍將軍」；其後他跟隨父親分守安慶，遷任副總兵。城池失陷，他得知父親被擒，就帶領餘兵突圍拯救，部下都因戰受傷；他單人匹馬作戰，筋疲力竭也遭擒獲。左夢庚欣賞他的驍勇，用官爵利誘，他堅決拒絕，和蘇夢儀同日被殺，獲南明朝廷追贈龍虎將軍。妻子葉氏寫下絕命詞，與妾侍晼梅、婢僕應瑞十六人投水自殺。

## 引用
1. 1 2  錢海岳《南明史·卷三十九·列傳第十五》：蘇夢儀，字羽若，晉江人。……子國瑋，字燦卿，善弓馬，能於馬上手持雙槍，刺人輒中。以軍功授安慶撫標戎旗營參將，常備兵江口。獻忠重兵猝至，國瑋率五百人禦之，自晨至食，斬三十二人，俘獲無數，寇潰走，號為雙槍將軍。從夢儀分守安慶，遷副總兵。
2. ↑  錢海岳《南明史·卷三十九·列傳第十五》：城陷，聞夢儀被執，率餘兵血戰突圍救之，部下皆創。國瑋獨單騎死戰，抵暮力竭，亦被執。夢庚惜其驍勇，啗以官爵，不屈，與夢儀同日死，贈龍虎將軍。妻葉題絕命詞，與妾晼梅、婢僕應瑞十六人水死。